# Springfield (Nowa Zelandia)
Springfield – miasto w Nowej Zelandii, na Wyspie Południowej, w regionie Canterbury.